# Tyran královský
Tyran královský (Tyrannus tyrannus; česky též tyran obecný) je až 23 cm velký hmyzožravý stěhovavý americký pták. Hnízdí napříč Severní Amerikou (od Floridy a mexickoamerické hranice po jižní pobřeží Hudsonova zálivu), zimuje v Karibiku a na severu Jižní Ameriky.
Otevřené hnízdo si s oblibou staví nad vodní hladinou. Snůšku obvykle představuje 2–5 bílých skvrnitých vajec, mláďata se líhnou asi 14–18 dnů po snesení.
Tyran královský je známý pro agresivitu, s níž rodiče tohoto druhu stráží své hnízdní teritorium před konkurenty a velkými dravými ptáky. Neváhají napadnout i jestřába nebo orla, který by jeho teritorium neopatrně narušil. Boj s tyranem zpravidla podstupují pouze mladí a nezkušení dravci, starší se zpravidla dávají na okamžitý ústup, protože si jsou vědomi toho, že proti mimořádně obratnému a agresívnímu soupeři nemají reálnou šanci na úspěch.
Při obraně hnízdního teritoria si rodiče dělí úkoly. Otec hraje úlohu předsunuté obrany: uplatňuje svou agresivitu i dále od hnízda a aktivně zahání a pronásleduje potenciální útočníky, zejména havranovité, dravce a hnízdní parazity. Matka se od hnízda příliš nevzdaluje, bojuje pouze v jeho blízkosti a při zahánění útočníka nepraktikuje na rozdíl od samce dlouhá pronásledování.
Boj tyrana královského s velkým dravcem poutavě vylíčil Ernest Thompson Seton ve své knize Dva divoši. Podobně nekompromisně reagují i na mláďatům nebezpečné savce, jako jsou například kočky.
Pokud známý americký hnízdní parazit vlhovec hnědohlavý (Molothrus ater) naklade vejce do hnízda tyranů královských, rodiče je jsou schopni rozeznat a vyhodí je ven.